# Podprogram standardowy
Podprogram standardowy, to podprogram realizujący określoną operację, w sposób jednoznacznie zdefiniowany przez określony standard.

## Rodzaje podprogramów standardowych
Podprogramy standardowe mogą zostać wyróżnione ze względu na miejsce ich dostępności:
- podprogramy wbudowane, definiowane przez standard języka lub jego implementację,
- podprogramy biblioteczne, definiowane w bibliotekach programistycznych,
- podprogramy systemowe, udostępniane przez system operacyjny bądź maszynę wirtualną,
- podprogramy podstawowe, udostępniane przez maszynę – komputer, np. zawarte w BIOS.

## Stosowanie podprogramów standardowych
Stosowanie podprogramów standardowych w kodzie źródłowym wymaga od programisty znajomości jedynie specyfikacji – nagłówka, prototypu – podprogramu realizującego daną operację oraz miejsca, w którym jest dostępny. I tak:
podprogram wbudowanyjest dostępny zwykle w określonym języku programowania bez deklaracji (z pewnymi nielicznymi wyjątkami),
podprogram bibliotecznyjest dostępny w pewnej bibliotece podprogramów, module, użycie takiego podprogramu, wymaga zwykle deklaracji biblioteki, modułu,
podprogram systemowywymaga zwykle deklaracji podprogramu, zwykle przez umieszczenie w odpowiednim miejscu kodu źródłowego jego prototypu,
podprogram podstawowywymaga zwykle odwołań do specyficznych elementów maszyny, np. skorzystania z mechanizmu przerwań.

## Zalety podprogramów standardowych
Podprogramy standardowe cechują się następującymi zaletami:
efektywnośćzwykle takie podprogramy, przygotowane przez profesjonalne firmy, są starannie opracowane, często w całości lub w istotnej części, w asemblerze bądź języku maszynowym i odpowiednio zoptymalizowane,
brak błędówwszechstronne testowanie skutkuje brakiem lub ograniczeniem błędów takich podprogramów,
standaryzacjapozwala na ujednolicenie oprogramowania, interfejsów użytkownika i ułatwia konserwację kodu,
ułatwienie i skrócenie kodowaniauwalnia programistę od definiowania standardowych operacji,
programowanie hybrydoweczęsto takie podprogramy są dostępne w kilku językach programowania i systemach.